# محمد بن سعد الشويعر
محمد بن سعد الشويعر، كاتب ومؤلف في الأدب والتاريخ، وأحد أبرز الأدباء والمؤلفين والتربويين المعاصرين في المملكة العربية السعودية.

## النشأة والتعلّم
- ولد في شقراء عام 1359هـ/ 1940م.
- تلقى تعليمه الابتدائي والمتوسط والثانوي في شقراء.
- حصل على الشهادة الجامعية من كلية اللغة العربية بالرياض عام 1379هـ/1959م.
- حصل على دبلوم تربية من المركز الإقليمي لليونسكو ببيروت عام 1386هـ/1966م.
- حصل على درجة الماجستير في الأدب والنقد من كلية اللغة العربية بجامعة الأزهر عام 1394هـ/1974م.
- نال الدكتوراه في الأدب والنقد من كلية اللغة العربية بجامعة الأزهر عام 1397هـ.[2]

## وظائفه
- عمل معلمًا عام 1380هـ.
- عمل في العديد من الوظائف في الرئاسة العامة لتعليم البنات بين عامي 1381-1402هـ/1961-1982م، وهي:

1. مدير شؤون الموظفين.
2. مدير التعليم الأهلي.
3. مساعد المدير العام للتعليم.
4. المدير العام للتعليم المتوسط.

- مستشار في مكتب رئيس الرئاسة العامة لرئاسة البحوث العلمية والإفتاء والدعوة والإرشاد.[3]

## إسهاماته الثقافية
كان لمحمد الشويعر إسهامات ثقافية ذات فاعلية نال مقابلها العديد من الدروع والجوائز وشهادات التكريم من داخل السعودية وخارجها، ومن أهم إسهاماته الثقافية:
- عضو في بعض اللجان والجمعيات الخيرية والاستشارية.
- عضو شرف في النادي الأدبي في موريتانيا.
- عضو مؤسس في نادي الرياض الأدبي.
- ألقى العديد من المحاضرات الموسمية في الأندية الأدبية.
- رئيس تحرير مجلة البحوث الإسلامية.
- كاتب مقالات في موضوعات متنوعة في الصحف والمجلات في داخل السعودية وخارجها.
- ترك مؤلفات عدة في التاريخ والأدب.[3]

### مؤلفاته
- حائل مدينة وتاريخ، مكتب الرعاية العامة لرعاية الشباب، حائل، 1398/1399هـ.
- الحصريان (دراسات)، النادي الأدبي، الرياض، 1399هـ/1978م.
- الحصري وكتابه زهر الآداب (أطروحة الدكتوراه)، الدار العربية، تونس، 1401هـ/1981م.
- أبو الشمقمق: شاعر الفقر والسخرية، النادي الأدبي، الطائف، 1401هـ/1981م.
- فصول من تاريخ حائل، دار العلوم، الرياض، 1404هـ/1984م.
- فصول من تاريخ شقراء، الرياض، 1405هـ.
- عبد الله بن رواحة: رائد شعر الجهاد الإسلامي: حياته وشعره، دار الرفاعي، الرياض، 1406هـ/1986م.
- نجد قبل قرنين ونصف، دار النخيل، الرياض، 1412هـ/1991م.
- من مشاهير علمائنا، النادي الأدبي، الطائف، 1421هـ/2000م.[4]